# 迈泽派泰尔德
迈泽派泰尔德，是匈牙利豪伊杜-比豪尔州所辖的一个村。总面积18.23平方公里，总人口519，人口密度28.5人/平方公里（2011年1月1日）。